# Mercus-Garrabet
Mercus-Garrabet est une commune française située dans le centre du département de l'Ariège, en région Occitanie. Sur le plan historique et culturel, la commune fait partie du pays du Sabarthès, structuré par la haute vallée de l'Ariège en amont du pays de Foix avec Tarascon-sur-Ariège comme ville principale.
Exposée à un climat océanique altéré, elle est drainée par l'Ariège, le ruisseau de Serbel et par deux autres cours d'eau. La commune possède un patrimoine naturel remarquable : un site Natura 2000 (« Garonne, Ariège, Hers, Salat, Pique et Neste ») et sept zones naturelles d'intérêt écologique, faunistique et floristique.
Mercus-Garrabet est une commune rurale qui compte 1 226 habitants en 2022, après avoir connu une forte hausse de la population depuis 1975. Elle fait partie de l'aire d'attraction de Foix. Ses habitants sont appelés les Mercusiens-Garrabetois ou Mercusiennes-Garrabetoises.
Le patrimoine architectural de la commune comprend un immeuble protégé au titre des monuments historiques : l'église Saint-Louis, classée en 1910.

## Géographie

### Localisation
La commune de Mercus-Garrabet se trouve dans le département de l'Ariège, en région Occitanie.
Elle se situe à 10 km à vol d'oiseau de Foix, préfecture du département, et à 4 km de Tarascon-sur-Ariège, bureau centralisateur du canton du Sabarthès dont dépend la commune depuis 2015 pour les élections départementales.
La commune fait en outre partie du bassin de vie de Tarascon-sur-Ariège.
Les communes les plus proches sont : 
Bompas (2,0 km), Arignac (2,6 km), Montoulieu (3,2 km), Arnave (3,3 km), Tarascon-sur-Ariège (4,1 km), Saint-Paul-de-Jarrat (4,5 km), Quié (4,8 km), Surba (5,1 km).
Sur le plan historique et culturel, Mercus-Garrabet fait partie du pays du Sabarthès, structuré par la haute vallée de l'Ariège en amont du pays de Foix avec Tarascon-sur-Ariège comme ville principale.
Mercus-Garrabet est limitrophe de six autres communes.
Les communes limitrophes sont Arignac, Arnave, Bompas, Cazenave-Serres-et-Allens, Montoulieu et Saint-Paul-de-Jarrat.
| Montoulieu |                 | Saint-Paul-de-Jarrat      |
| Arignac    | Mercus-Garrabet |                           |
| Bompas     | Arnave          | Cazenave-Serres-et-Allens |

### Géologie et relief
La commune est située dans les Pyrénées, une chaîne montagneuse jeune, érigée durant l'ère tertiaire (il y a 40 millions d'années environ), en même temps que les Alpes, certaines parties étant recouvertes par des formations superficielles. Les terrains affleurants sur le territoire communal sont constitués de roches pour partie sédimentaires et pour partie métamorphiques datant pour certaines du Mésozoïque, anciennement appelé Ère secondaire, qui s'étend de −252,2 à −66,0 Ma, et pour d'autres du Protérozoïque, le dernier éon du Précambrien sur l’échelle des temps géologiques. La structure détaillée des couches affleurantes est décrite dans la feuille « n°1075 - Foix » de la carte géologique harmonisée au 1/50 000ème du département de l'Ariège, et sa notice associée.
La superficie cadastrale de la commune publiée par l’Insee, qui sert de références dans toutes les statistiques, est de 14,79 km2,. La superficie géographique, issue de la BD Topo, composante du Référentiel à grande échelle produit par l'IGN, est quant à elle de 15,07 km2. Son relief est particulièrement escarpé puisque la dénivelée maximale atteint 1 171 mètres. L'altitude du territoire varie entre 432 m et 1 603 m.

### Hydrographie

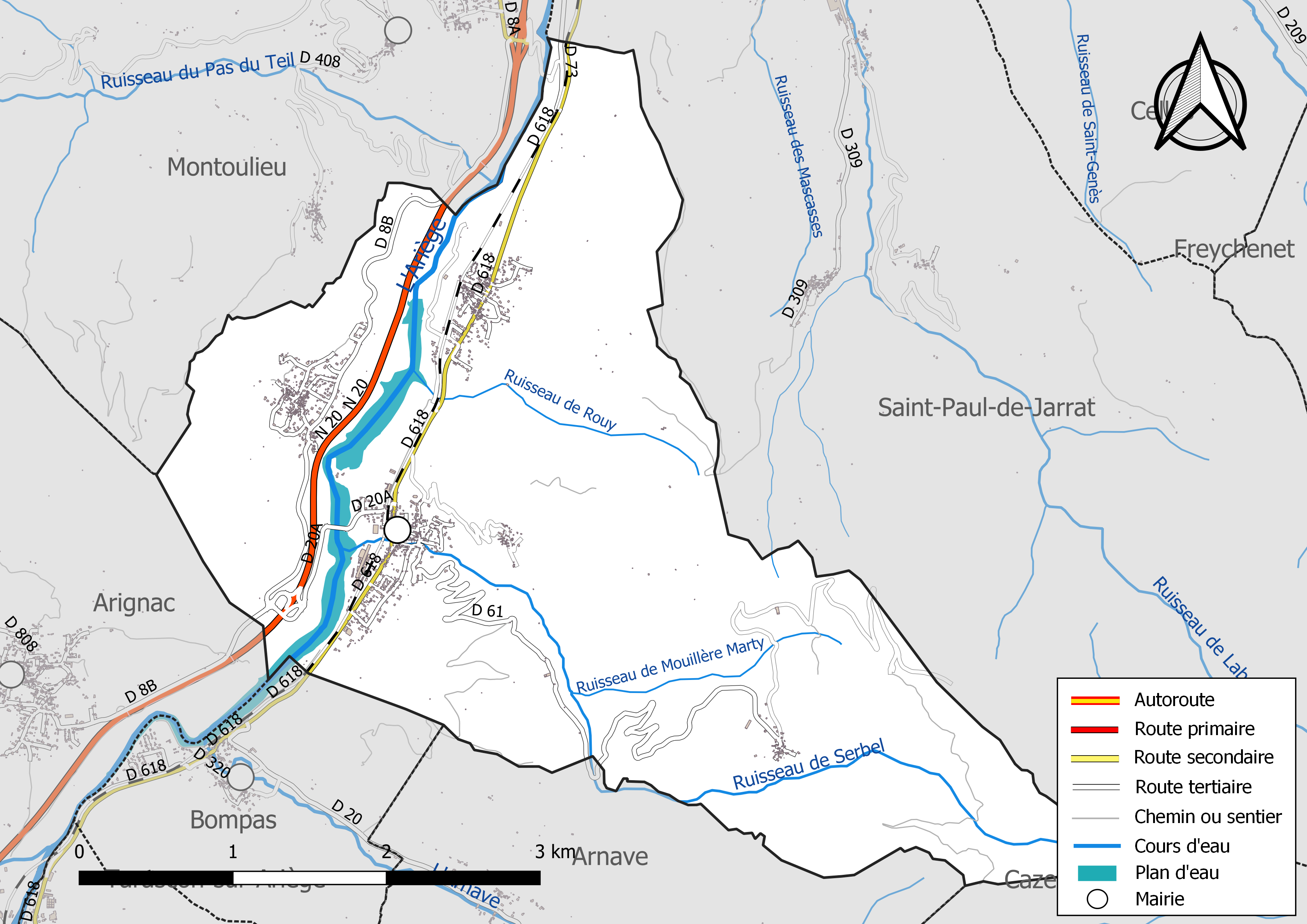
Réseaux hydrographique et routier de Mercus-Garrabet.

La commune est dans le bassin versant de la Garonne, au sein du bassin hydrographique Adour-Garonne. Elle est drainée par l'Ariège, le ruisseau de Serbel, le ruisseau de Mouillère Marty et le ruisseau de Rouy, constituant un réseau hydrographique de 14 km de longueur totale,.
L'Ariège, d'une longueur totale de 162,91 km, prend sa source dans la commune de Porta et s'écoule du sud vers le nord. Elle traverse la commune et se jette dans la Garonne à Portet-sur-Garonne, après avoir traversé 56 communes.

### Climat
Pour des articles plus généraux, voir Climat de l'Occitanie et Climat de l'Ariège.
En 2010, le climat de la commune est de type climat océanique altéré, selon une étude s'appuyant sur une série de données couvrant la période 1971-2000. En 2020, Météo-France publie une typologie des climats de la France métropolitaine dans laquelle la commune est exposée à un climat de montagne et est dans la région climatique Pyrénées centrales, caractérisée par une pluviométrie annuelle de 1 000 à 1 200 mm.
Pour la période 1971-2000, la température annuelle moyenne est de 11,5 °C, avec une amplitude thermique annuelle de 15,3 °C. Le cumul annuel moyen de précipitations est de 1 108 mm, avec 10,5 jours de précipitations en janvier et 6,7 jours en juillet. Pour la période 1991-2020, la température moyenne annuelle observée sur la station météorologique la plus proche, située sur la commune d'Aston à 12 km à vol d'oiseau, est de 5,9 °C et le cumul annuel moyen de précipitations est de 1 103,9 mm,. Pour l'avenir, les paramètres climatiques de la commune estimés pour 2050 selon différents scénarios d'émission de gaz à effet de serre sont consultables sur un site dédié publié par Météo-France en novembre 2022.

### Milieux naturels et biodiversité

#### Réseau Natura 2000

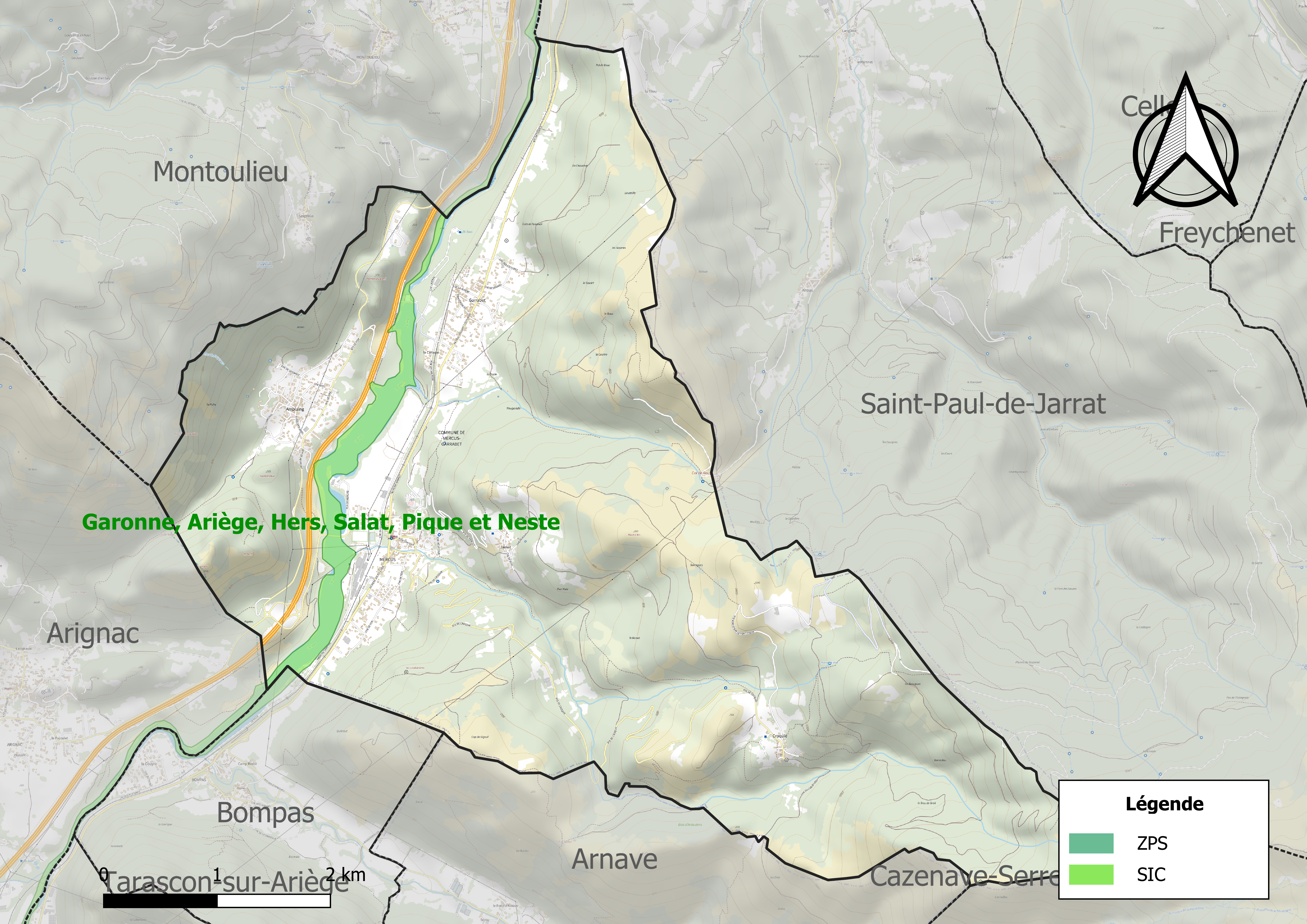
Site Natura 2000 sur le territoire communal.

Le réseau Natura 2000 est un réseau écologique européen de sites naturels d'intérêt écologique élaboré à partir des directives habitats et oiseaux, constitué de zones spéciales de conservation (ZSC) et de zones de protection spéciale (ZPS).
Un site Natura 2000 a été défini sur la commune au titre de la directive habitats : « Garonne, Ariège, Hers, Salat, Pique et Neste », d'une superficie de 9 581 ha, un réseau hydrographique pour les poissons migrateurs, avec des zones de frayères actives et potentielles importantes pour le Saumon en particulier qui fait l'objet d'alevinages réguliers et dont des adultes atteignent déjà Foix sur l'Ariège.

#### Zones naturelles d'intérêt écologique, faunistique et floristique
L’inventaire des zones naturelles d'intérêt écologique, faunistique et floristique (ZNIEFF) a pour objectif de réaliser une couverture des zones les plus intéressantes sur le plan écologique, essentiellement dans la perspective d’améliorer la connaissance du patrimoine naturel national et de fournir aux différents décideurs un outil d’aide à la prise en compte de l’environnement dans l’aménagement du territoire.
Quatre ZNIEFF de type 1 sont recensées sur la commune :
- le « cours de l'Ariège » (1 341 ha), couvrant 112 communes dont 86 dans l'Ariège et 26 dans la Haute-Garonne[27] ;
- le « massif de l'Arize, versant sud » (8 013 ha), couvrant 14 communes du département[28] ;
- le « massif de l'Arize, zone d'altitude » (15 897 ha), couvrant 26 communes du département[29] ;
- le « massif de Tabe - Saint-Barthélemy » (15 185 ha), couvrant 20 communes du département[30] ;

et trois ZNIEFF de type 2, : 
- « L'Ariège et ripisylves » (1 975 ha), couvrant 56 communes dont 43 dans l'Ariège et 13 dans la Haute-Garonne[31] ;
- le « massif de l'Arize » (42 110 ha), couvrant 40 communes du département[32] ;
- les « montagnes d'Olmes » (31 924 ha), couvrant 33 communes dont 31 dans l'Ariège et 2 dans l'Aude[33].

Carte des ZNIEFF de type 1 et 2 à Mercus-Garrabet.
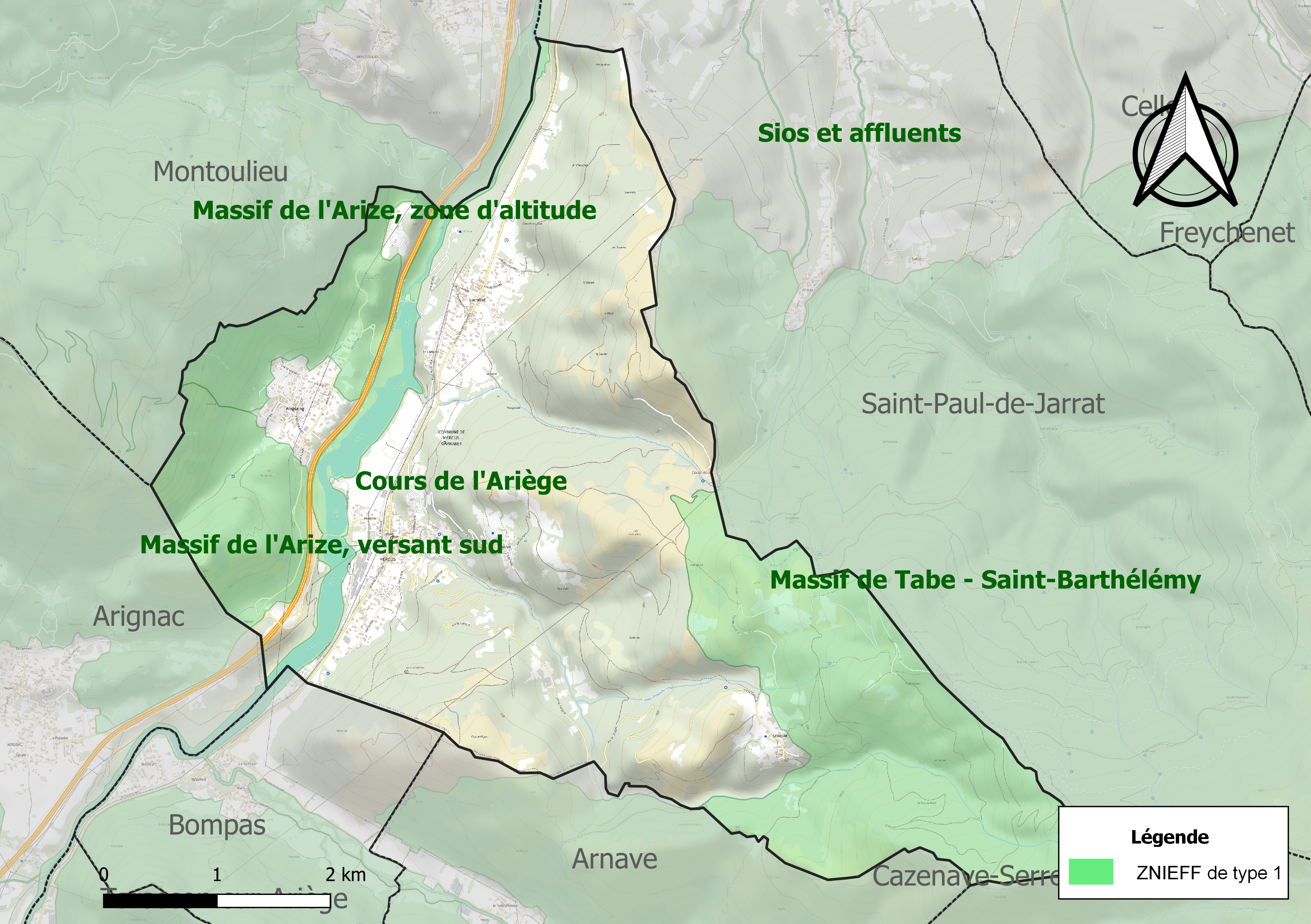
Carte des ZNIEFF de type 1 sur la commune.
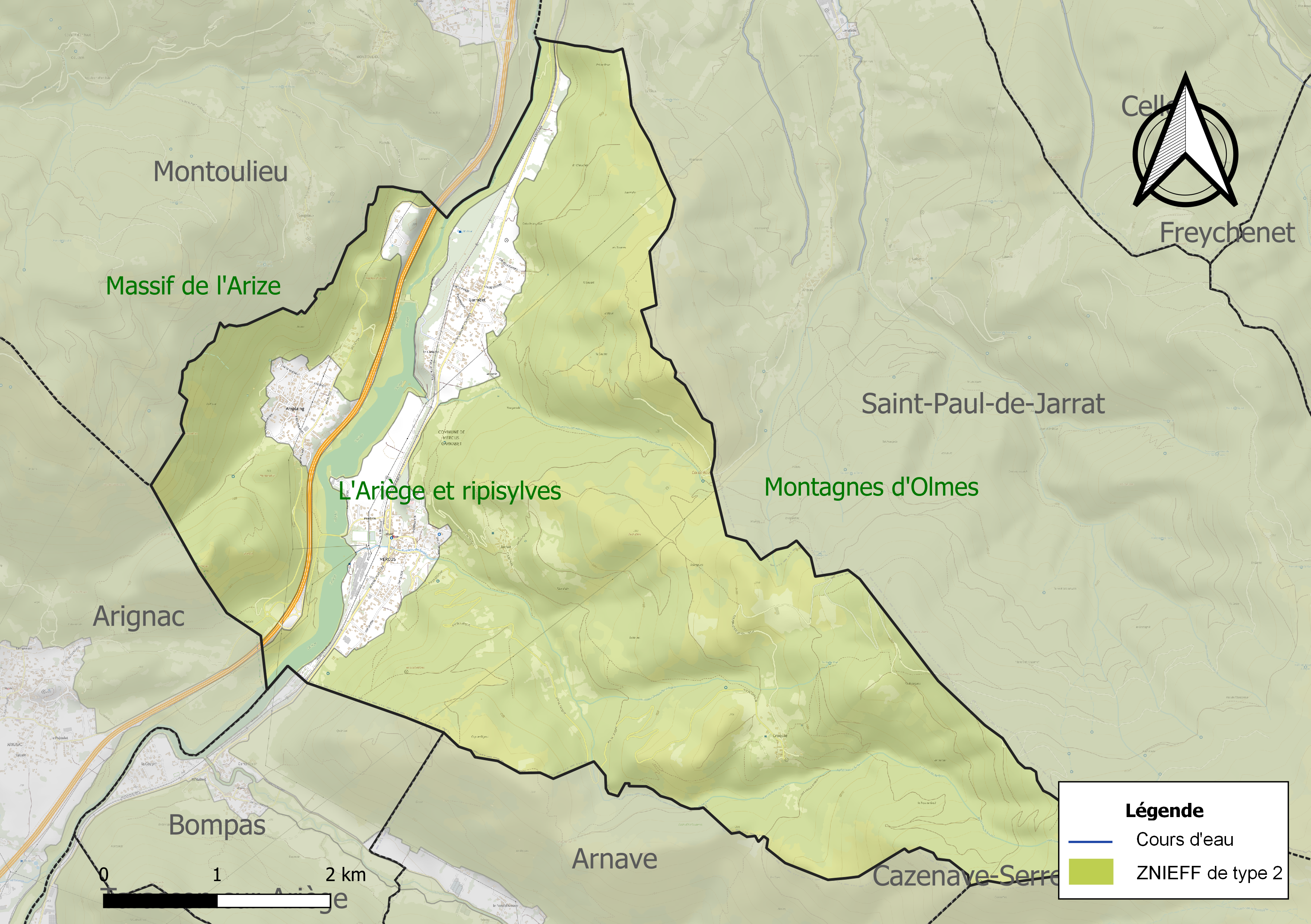
Carte des ZNIEFF de type 2 sur la commune.

### Environnement
L'industrialisation de la commune y a laissé des séquelles importantes. L'usine Aluminium Pechiney a été source d'une pollution des sols, de l'air et de l'eau, par divers polluants (hydrocarbures, PCB, cyanures, chrome hexavalent, cuivre, mercure, plomb, nickel, vanadium, baryum, aluminium, arsenic, fluorures (voir aussi les bases de données Basias et Basol).

## Urbanisme

### Typologie
Au 1er janvier 2024, Mercus-Garrabet est catégorisée bourg rural, selon la nouvelle grille communale de densité à 7 niveaux définie par l'Insee en 2022.
Elle est située hors unité urbaine. Par ailleurs la commune fait partie de l'aire d'attraction de Foix, dont elle est une commune de la couronne,. Cette aire, qui regroupe 38 communes, est catégorisée dans les aires de moins de 50 000 habitants,.

### Occupation des sols
L'occupation des sols de la commune, telle qu'elle ressort de la base de données européenne d’occupation biophysique des sols Corine Land Cover (CLC), est marquée par l'importance des forêts et milieux semi-naturels (87 % en 2018), en augmentation par rapport à 1990 (80 %). La répartition détaillée en 2018 est la suivante : 
forêts (50,5 %), milieux à végétation arbustive et/ou herbacée (36,5 %), zones urbanisées (7,6 %), zones agricoles hétérogènes (2,8 %), eaux continentales (2,6 %). L'évolution de l’occupation des sols de la commune et de ses infrastructures peut être observée sur les différentes représentations cartographiques du territoire : la carte de Cassini (XVIIIe siècle), la carte d'état-major (1820-1866) et les cartes ou photos aériennes de l'IGN pour la période actuelle (1950 à aujourd'hui).

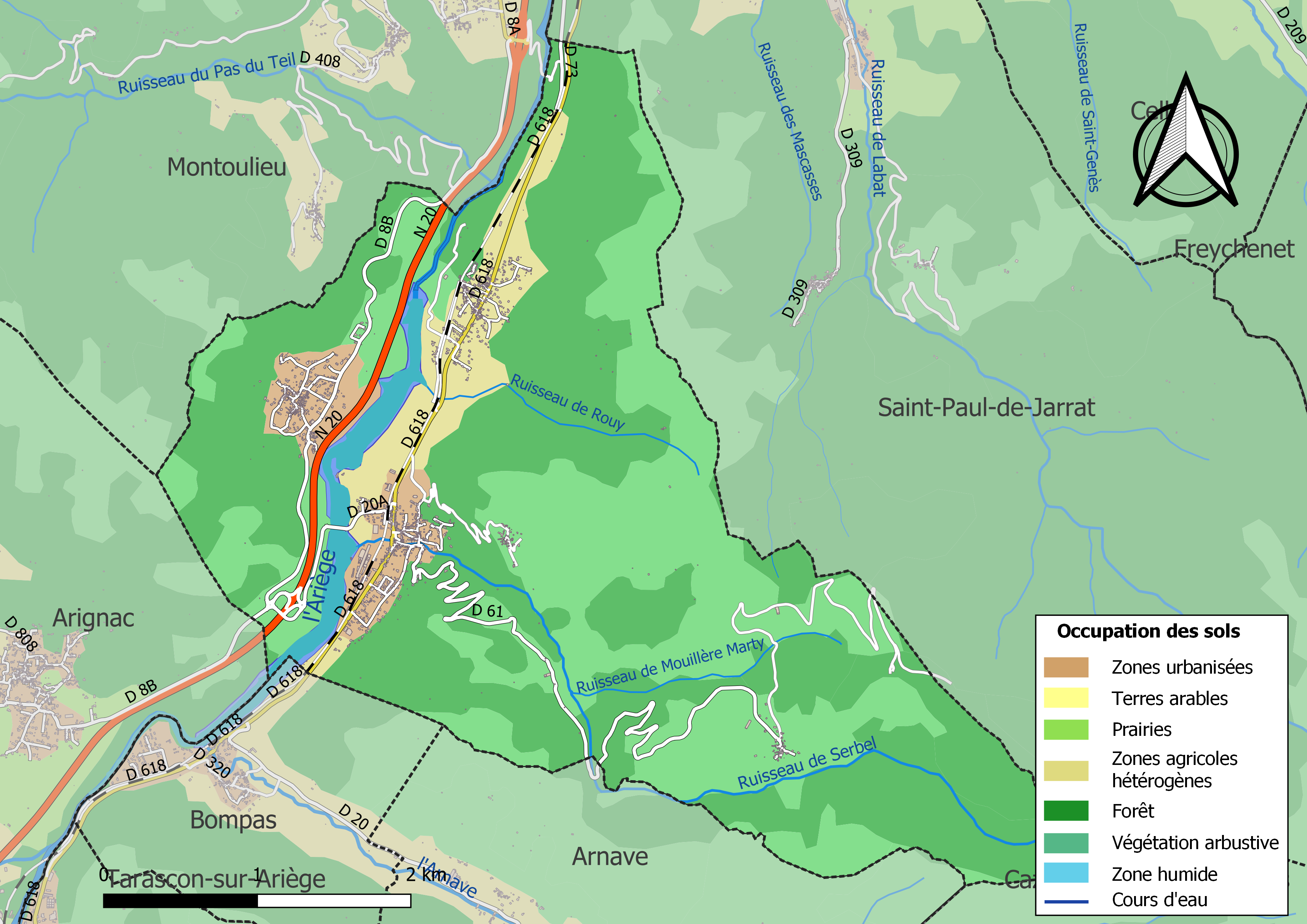
Carte des infrastructures et de l'occupation des sols de la commune en 2018 (CLC).

### Lieux-dits et écarts
La commune se compose de trois villages, deux sur la rive droite de l'Ariège : Mercus et Garrabet, et un sur la rive gauche : Amplaing; et deux hameaux,Jarnat et  Croquié, respectivement à 650 et 1 000 m d'altitude, accessibles par la route depuis Mercus.

### Habitat et logement
En 2018, le nombre total de logements dans la commune était de 735, alors qu'il était de 673 en 2013 et de 627 en 2008.
Parmi ces logements, 74,1 % étaient des résidences principales, 16,2 % des résidences secondaires et 9,6 % des logements vacants. Ces logements étaient pour 89,4 % d'entre eux des maisons individuelles et pour 10,1 % des appartements.
Le tableau ci-dessous présente la typologie des logements à Mercus-Garrabet en 2018 en comparaison avec celle de l'Ariège et de la France entière. Une caractéristique marquante du parc de logements est ainsi une proportion de résidences secondaires et logements occasionnels (16,2 %) inférieure à celle du département (24,6 %) mais supérieure à celle de la France entière (9,7 %). Concernant le statut d'occupation de ces logements, 76,7 % des habitants de la commune sont propriétaires de leur logement (79,7 % en 2013), contre 66,3 % pour l'Ariège et 57,5 % pour la France entière.
| Typologie                                               | Mercus-Garrabet | Ariège | France entière |
| ------------------------------------------------------- | --------------- | ------ | -------------- |
| Résidences principales (en %)                           | 74,1            | 65,7   | 82,1           |
| Résidences secondaires et logements occasionnels (en %) | 16,2            | 24,6   | 9,7            |
| Logements vacants (en %)                                | 9,6             | 9,7    | 8,2            |

### Voies de communication et transports
Les trois villages sont très proches de la N 20, les hameaux de Jarnat et de Croquié sont accessibles par de petites routes en passant par Mercus.
Le village de Mercus est doté d'une gare, aujourd'hui désaffectée sur la ligne de Portet-Saint-Simon à Puigcerda (frontière). L'essentiel des transports se fait désormais par une desserte autobus entre Pamiers et Ax-les-Thermes.

### Risques majeurs
Le territoire de la commune de Mercus-Garrabet est vulnérable à différents aléas naturels : inondations, climatiques (grand froid ou canicule), feux de forêts, mouvements de terrains et séisme (sismicité modérée). Il est également exposé à deux risques technologiques,  le transport de matières dangereuses et la rupture d'un barrage, et à un risque particulier, le risque radon,.

#### Risques naturels

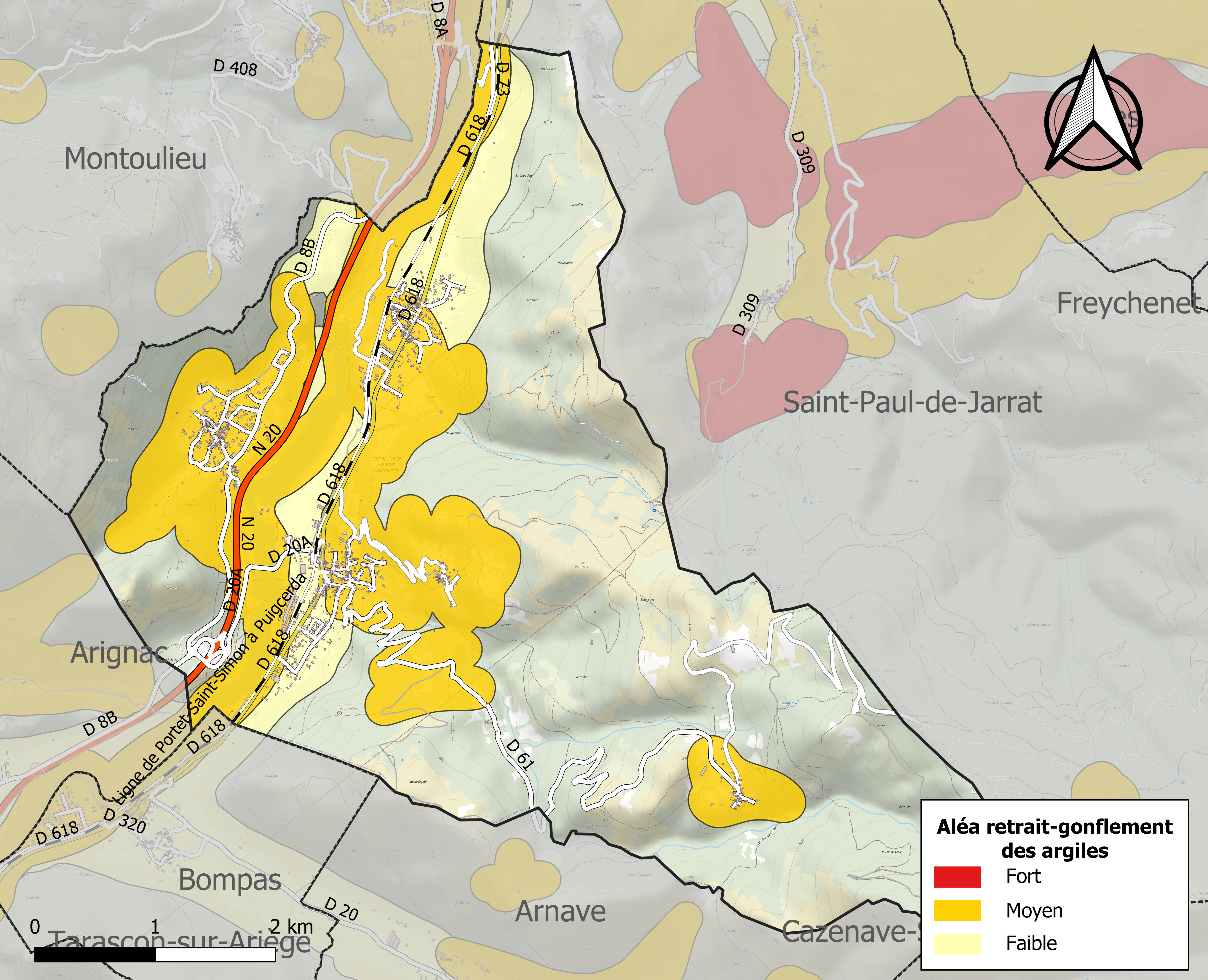
Zonage de l'aléa retrait-gonflement des argiles sur la commune de Mercus-Garrabet.

Certaines parties du territoire communal sont susceptibles d’être affectées par le risque d’inondation par débordement, crue torrentielle d'un cours d'eau, ou ruissellement d'un versant.
Les mouvements de terrains susceptibles de se produire sur la commune sont soit des chutes de blocs, soit des glissements de terrains, soit des mouvements liés au retrait-gonflement des argiles. Près de 50 % de la superficie du département est concernée par l'aléa retrait-gonflement des argiles, dont la commune de Mercus-Garrabet. L'inventaire national des cavités souterraines permet par ailleurs de localiser celles situées sur la commune.

#### Risques technologiques
Le risque de transport de matières dangereuses par une infrastructure routière ou ferroviaire ou par une canalisation de transport de gaz concerne la commune. Un accident se produisant sur une telle infrastructure est en effet susceptible d’avoir des effets graves au bâti ou aux personnes jusqu’à 350 m, selon la nature du matériau transporté. Des dispositions d’urbanisme peuvent être préconisées en conséquence.
Dans le département de l’Ariège on dénombre cinq grands barrages susceptibles d’occasionner des dégâts en cas de rupture. La commune fait partie des 80 communes susceptibles d’être touchées par l’onde de submersion consécutive à la rupture d’un de ces barrages.

#### Risque particulier
Dans plusieurs parties du territoire national, le radon, accumulé dans certains logements ou autres locaux, peut constituer une source significative d’exposition de la population aux rayonnements ionisants. Toutes les communes du département sont concernées par le risque radon à un niveau plus ou moins élevé. Selon la classification de 2018, la commune de Mercus-Garrabet est classée en zone 3, à savoir zone à potentiel radon significatif.

## Politique et administration

### Découpage territorial
La commune de Mercus-Garrabet est membre de la communauté de communes du Pays de Tarascon, un établissement public de coopération intercommunale (EPCI) à fiscalité propre créé le 21 juillet 1994 dont le siège est à Tarascon-sur-Ariège. Ce dernier est par ailleurs membre d'autres groupements intercommunaux.
Sur le plan administratif, elle est rattachée à l'arrondissement de Foix, au département de l'Ariège, en tant que circonscription administrative de l'État, et à la région Occitanie.
Sur le plan électoral, elle dépend du canton du Sabarthès pour l'élection des conseillers départementaux, depuis le redécoupage cantonal de 2014 entré en vigueur en 2015, et de la première circonscription de l'Ariège  pour les élections législatives, depuis le redécoupage électoral de 1986.

### Administration municipale
Le nombre d'habitants au recensement de 2011 étant compris entre 500 et 1 499 habitants, le nombre de membres du conseil municipal pour l'élection de 2014 est de quinze,.

### Liste des maires
| Période                                  | Période      | Identité       | Étiquette     | Qualité |
| ---------------------------------------- | ------------ | -------------- | ------------- | ------- |
| décembre 1919                            | octobre 1935 | Frédéric Subra | PCF puis SFIO |         |
|                                          |              |                |               |         |
| mars 2001                                | août 2017    | José Lorenzo   | PS            |         |
| 2017                                     | En cours     | Patricia Testa |               |         |
| Les données manquantes sont à compléter. |              |                |               |         |

## Démographie
| 1793 | 1800 | 1806 | 1821 | 1831 | 1836 | 1841 | 1846 | 1851 |
| ---- | ---- | ---- | ---- | ---- | ---- | ---- | ---- | ---- |
| 614  | 701  | 768  | 882  | 877  | 915  | 901  | 974  | 987  |

| 1856 | 1861 | 1866 | 1872 | 1876 | 1881 | 1886 | 1891 | 1896 |
| ---- | ---- | ---- | ---- | ---- | ---- | ---- | ---- | ---- |
| 813  | 852  | 828  | 851  | 916  | 797  | 764  | 777  | 734  |

| 1901 | 1906 | 1911 | 1921 | 1926 | 1931 | 1936 | 1946 | 1954 |
| ---- | ---- | ---- | ---- | ---- | ---- | ---- | ---- | ---- |
| 665  | 621  | 704  | 683  | 796  | 762  | 722  | 613  | 601  |

| 1962 | 1968 | 1975 | 1982 | 1990 | 1999  | 2006  | 2007  | 2012  |
| ---- | ---- | ---- | ---- | ---- | ----- | ----- | ----- | ----- |
| 586  | 869  | 944  | 972  | 925  | 1 005 | 1 119 | 1 135 | 1 143 |

| 2017  | 2022  | - | - | - | - | - | - | - |
| ----- | ----- | - | - | - | - | - | - | - |
| 1 199 | 1 226 | - | - | - | - | - | - | - |

## Économie

### Revenus
En 2018, la commune compte 530 ménages fiscaux, regroupant 1 190 personnes. La médiane du revenu disponible par unité de consommation est de 20 820 € (19 820 € dans le département).

### Emploi
| Division       | 2008  | 2013   | 2018   |
| -------------- | ----- | ------ | ------ |
| Commune        | 7,9 % | 6,4 %  | 8,7 %  |
| Département    | 8,9 % | 11,1 % | 11,2 % |
| France entière | 8,3 % | 10 %   | 10 %   |

En 2018, la population âgée de 15 à 64 ans s'élève à 752 personnes, parmi lesquelles on compte 77,2 % d'actifs (68,5 % ayant un emploi et 8,7 % de chômeurs) et 22,8 % d'inactifs,. Depuis 2008, le taux de chômage communal (au sens du recensement) des 15-64 ans est inférieur à celui de la France et du département.
La commune fait partie de la couronne de l'aire d'attraction de Foix, du fait qu'au moins 15 % des actifs travaillent dans le pôle,. Elle compte 199 emplois en 2018, contre 207 en 2013 et 196 en 2008. Le nombre d'actifs ayant un emploi résidant dans la commune est de 521, soit un indicateur de concentration d'emploi de 38,2 % et un taux d'activité parmi les 15 ans ou plus de 58,8 %.
Sur ces 521 actifs de 15 ans ou plus ayant un emploi, 99 travaillent dans la commune, soit 19 % des habitants. Pour se rendre au travail, 91,7 % des habitants utilisent un véhicule personnel ou de fonction à quatre roues, 0,4 % les transports en commun, 5,1 % s'y rendent en deux-roues, à vélo ou à pied et 2,9 % n'ont pas besoin de transport (travail au domicile).

### Activités hors agriculture
73 établissements sont implantés  à Mercus-Garrabet au 31 décembre 2019. Le tableau ci-dessous en détaille le nombre par secteur d'activité et compare les ratios avec ceux du département,.
| Secteur d'activité                                                                                        | Commune | Commune | Département |
| Secteur d'activité                                                                                        | Nombre  | %       | %           |
| --- | ------- | ------- | ----------- |
| Ensemble                                                                                                  | 73      |         |             |
| Industrie manufacturière, industries extractives et autres                                                | 10      | 13,7 %  | (12,9 %)    |
| Construction                                                                                              | 16      | 21,9 %  | (14,2 %)    |
| Commerce de gros et de détail, transports, hébergement et restauration                                    | 16      | 21,9 %  | (27,5 %)    |
| Activités financières et d'assurance                                                                      | 1       | 1,4 %   | (2,8 %)     |
| Activités spécialisées, scientifiques et techniques et activités de services administratifs et de soutien | 8       | 11 %    | (13,2 %)    |
| Administration publique, enseignement, santé humaine et action sociale                                    | 14      | 19,2 %  | (14,4 %)    |
| Autres activités de services                                                                              | 8       | 11 %    | (8,8 %)     |

Le secteur du commerce de gros et de détail, des transports, de l'hébergement et de la restauration est prépondérant sur la commune puisqu'il représente 21,9 % du nombre total d'établissements de la commune (16 sur les 73 entreprises implantées  à Mercus-Garrabet), contre 27,5 % au niveau départemental.
Les quatre entreprises ayant leur siège social sur le territoire communal qui génèrent le plus de chiffre d'affaires en 2020 sont : 
- Société Nouvelle Coffra TP, fabrication de charpentes et d'autres menuiseries (992 k€)
- Serra et Fils, construction de maisons individuelles (125 k€)
- Amandine Esthetique 09, soins de beauté (77 k€)
- Activités sur corde et travaux d'élagage - Acte, autres travaux spécialisés de construction (29 k€)

### Agriculture
La commune fait partie de la petite région agricole dénommée « Région pyrénéenne ». En 2010, l'orientation technico-économique de l'agriculture  sur la commune est l'élevage d'herbivores hors bovins, caprins et porcins.
|                                   | 1988 | 2000 | 2010 |
| --------------------------------- | ---- | ---- | ---- |
| Exploitations                     | 14   | 11   | 16   |
| Superficie agricole utilisée (ha) | 726  | 1123 | 1338 |

Le nombre d'exploitations agricoles en activité et ayant leur siège dans la commune est passé de 14 lors du recensement agricole de 1988 à 11 en 2000 puis à 16 en 2010, soit une augmentation de 1,14 % en 22 ans. Le même mouvement est observé à l'échelle du département qui a perdu pendant cette période 48 % de ses exploitations. La surface agricole utilisée sur la commune a quant à elle augmenté, passant de 726 ha en 1988 à 1 338 ha en 2010. Parallèlement la surface agricole utilisée moyenne par exploitation a augmenté, passant de 52 à 84 ha.

## Culture locale et patrimoine

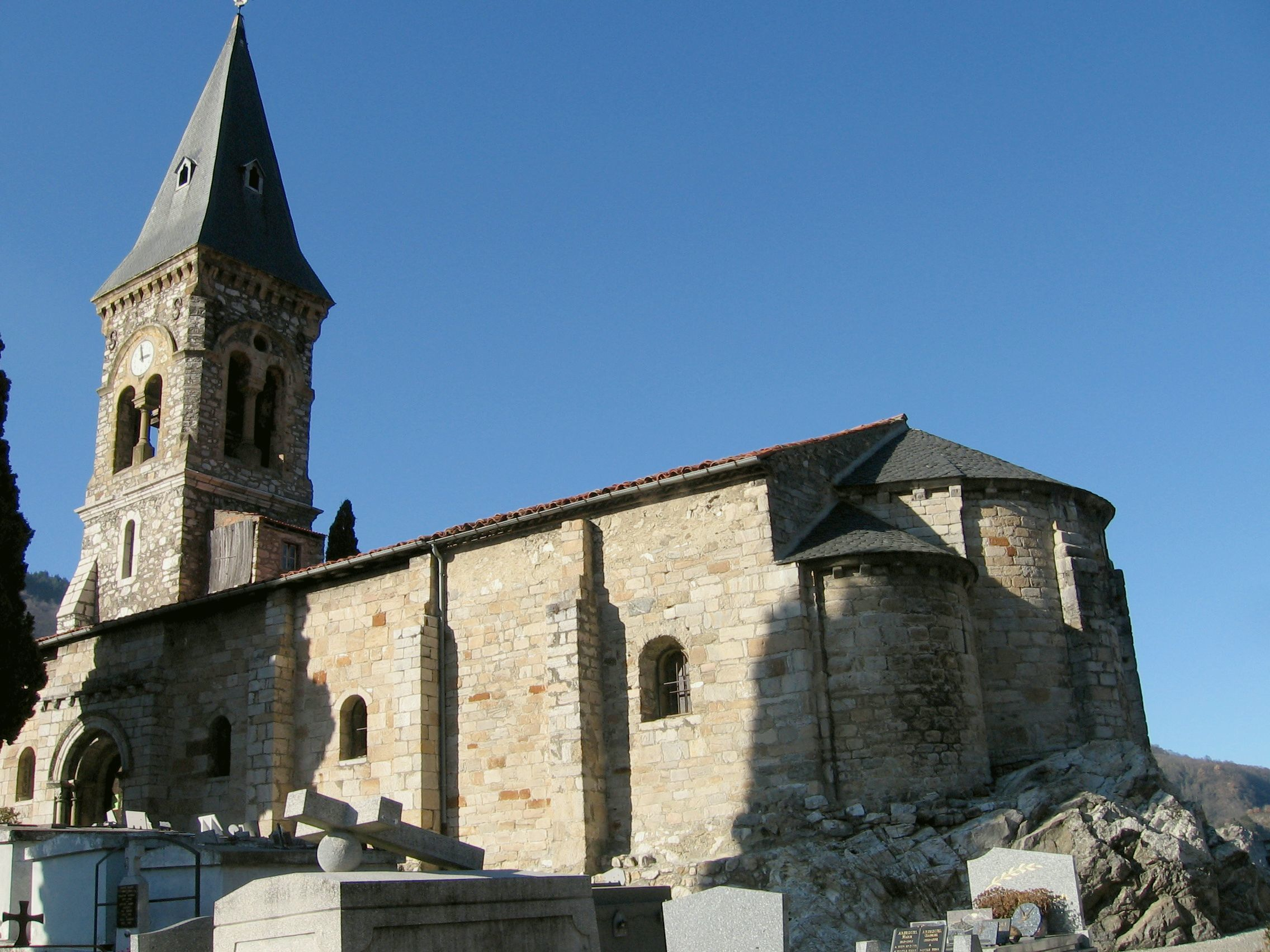
Église Saint-Louis de Mercus.

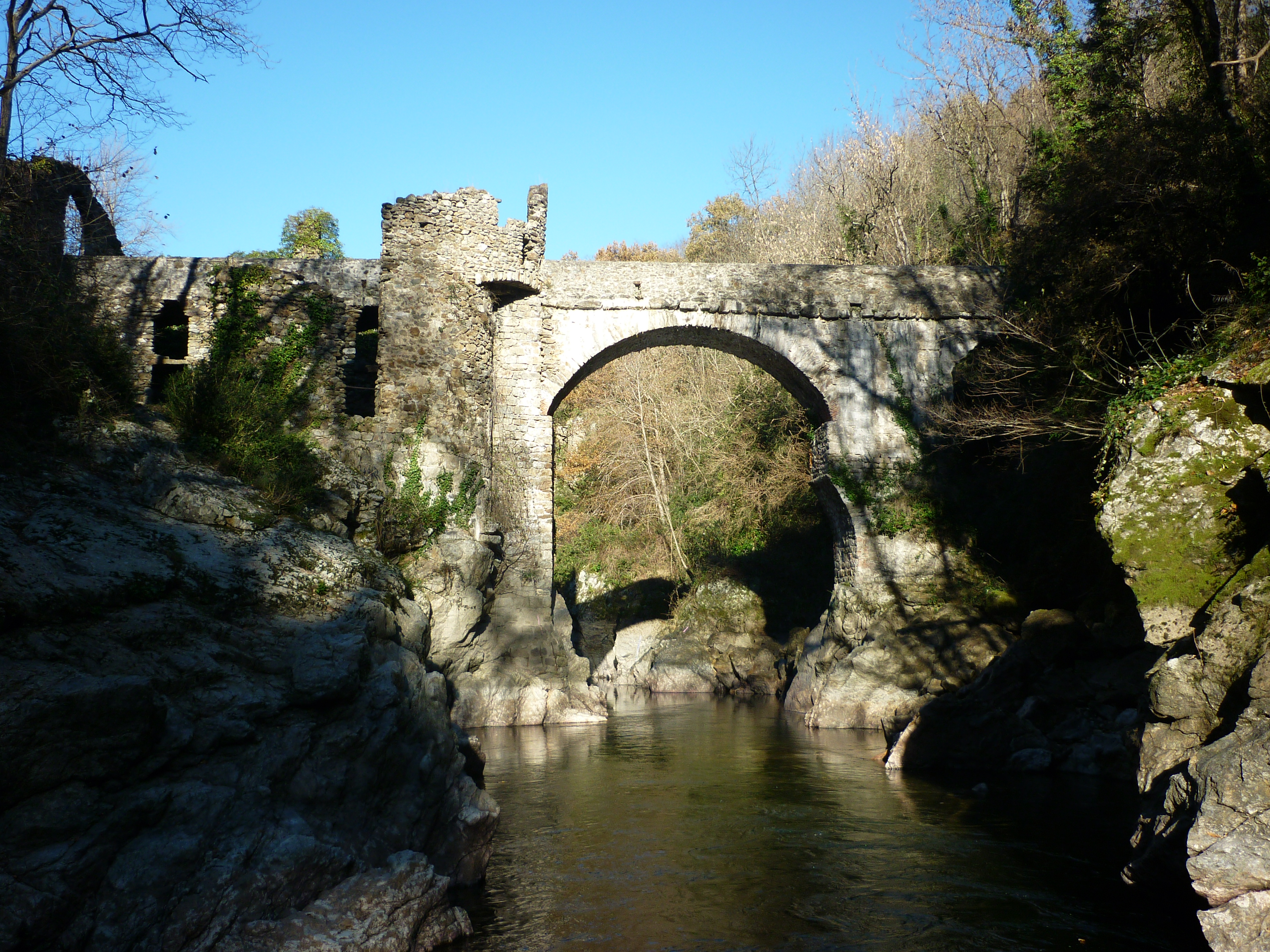
Pont du diable.

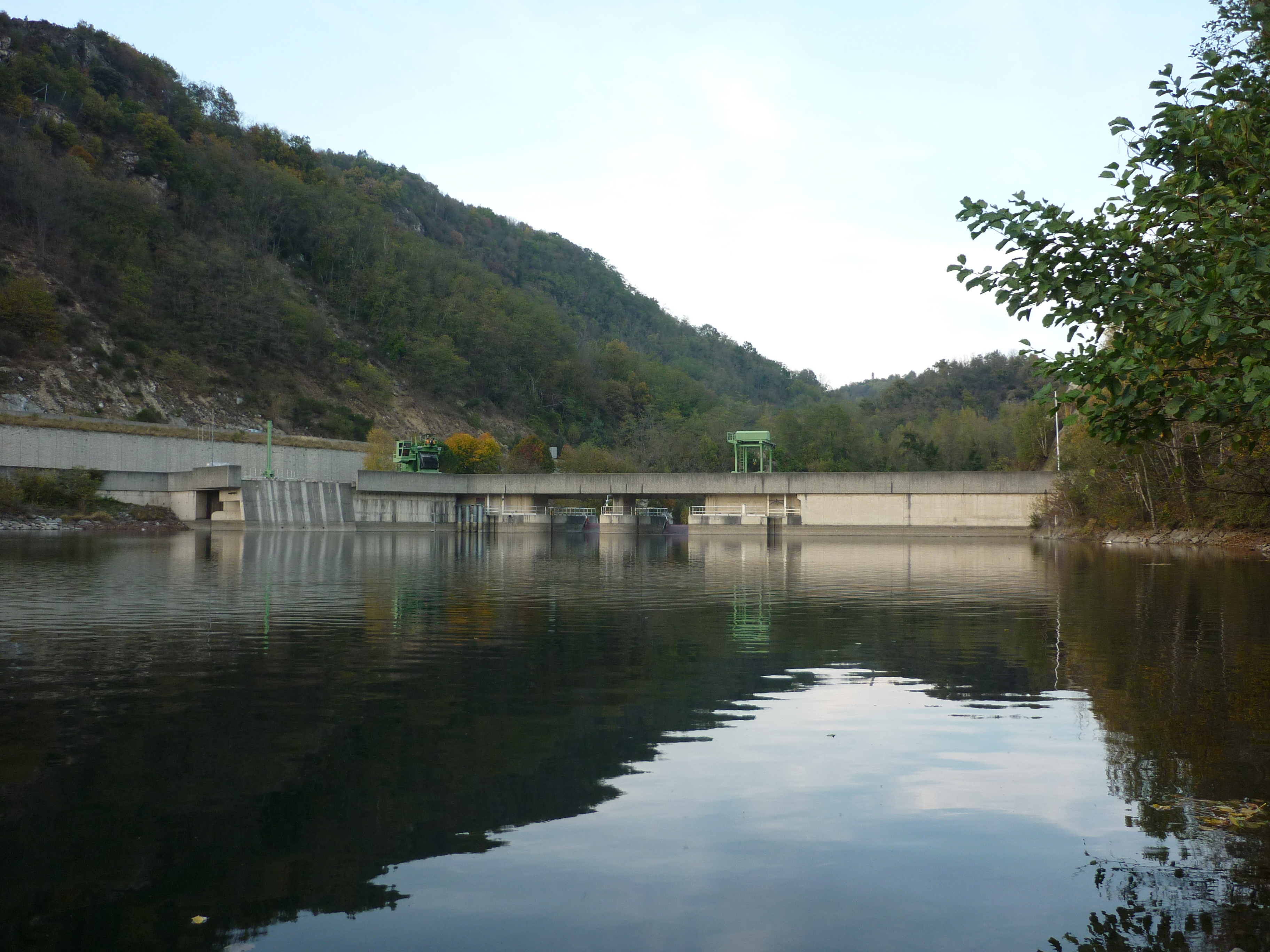
Barrage de Mercus à Garrabet.

### Lieux et monuments
- Téléski nautique et loisirs aquatiques à Mercus sur l'Ariège[60].
- Monuments préhistoriques sur la commune :
  - Sur les pentes du versant ouest du Mont Fourcat, une pierre à cupules, la Peyro Traucado, aussi appelée le Roc des Sorcières, a donné son nom au col du Traucadou (1253 m).
  - Le dolmen de Garrabet disparut le premier en 1913. Il était situé en fond de vallée, sur la rive opposée au Peyrogall.
  - Un second dolmen, le Peyrogall ou dolmen d'Amplaing, s'est dressé jusqu'en 1992 sur la plaine alluviale de l'Ariège, entre Amplaing et le Rocher du Barry. Il fut déplacé pour le protéger lors de la construction de la 2x2 voies, avec la promesse de l'installer à quelques mètres de son emplacement initial lorsque tout serait terminé. On attend impatiemment que la promesse soit tenue ?!
- À Mercus : Église Saint-Louis construite au XIIe siècle en granite sur un piton de feldspath, et son portail sculpté en grès, classée Monument historique en 1910. Le clocher est du XIXe siècle. Ce piton, reste de moraine glaciaire, qui surplombe la vallée de l'Ariège est désigné comme "roc de Carol". La légende dit que l'empereur Charlemagne y serait monté pour considérer son armée rassemblée dans la plaine, avant l'entrée dans les vallées plus étroites des Pyrénées.
- À Garrabet : Pont du Diable au-dessus de l'Ariège, avec sa légende au sujet de sa construction, semblable à toutes les autres légendes des "ponts du diable".
- À Amplaing : Rocher du Barri au-dessus de l'Ariège, ce rocher supportait le château de Castelpenent ou Castelpendent qui existait déjà avant le Xe siècle. Détruit en 1211 par Simon de Montfort, il n'est plus mentionné dans l'inventaire des fortifications du comté de Foix en 1272.
- Le roc des sorcières est une  roche gravée néolithique. Selon la tradition c'était un lieu de sabbat ; « le samedi soir, les sorcières de la région se réunissaient en ce lieu pour faire leur sabbat car elles n'avaient pas à mettre le couvert, celui-ci étant mis en permanence sur la pierre »[61].

### Personnalités liées à la commune
- Pierre de Garrabet, troubadour.
- Frédéric Subra (1861-1935), syndicaliste.
- Pierre Mercier (1946-2016), photographe et sculpteur né sur la commune.

## Pour approfondir